# Olival (Ourém)
Olival ist ein Ort und eine ehemalige Gemeinde (Freguesia) im portugiesischen Kreis Ourém. Die Gemeinde hatte 1996 Einwohner (Stand 30. Juni 2011).
Am 29. September 2013 wurden die Gemeinden Olival und Gondemaria zur neuen Gemeinde União das Freguesias de Gondemaria e Olival zusammengeschlossen. Olival ist Sitz dieser neu gebildeten Gemeinde.